# Agustín Maravall Herrero
Agustín Maravall Herrero (nascut en 1944 a Madrid, Espanya) és un economista considerat com una autoritat mundial en el camp de l'econometria; en concret, en el tractament de les sèries temporals. És conegut especialment per haver dirigit el desenvolupament del programa TRAMO-SEATS per l'ajust estacional de sèries temporals.

## Biografia
va néixer en 1944 en una família d'ambient acadèmic, el seu pare fou l'assagista i Historiador José Antonio Maravall y Casesnoves. Va passar la infància a París i, en tornar a Madrid, va ser alumne del Col·legi Estudio.
Va cursar enginyeria a l'Escola Tècnica Superior d'Enginyers Agrònoms de Madrid, a la conclusió dels quals va treballar durant tres anys com a enginyer en el Ministeri d'Agricultura espanyol. Un dels treballs que allí va realitzar, sobre la demanda de regadiu a Espanya, li va permetre publicar el seu primer article al Journal of Econometric, del que va sorgir el tema de la seva tesi per al doctorat en enginyeria.
Com s'enfrontava, més dels problemes d'enginyeria, amb problemes d'assignació de recursos que requerien coneixements d'Economia i, sobretot, d'Estadística i econometria, va decidir estudiar aquests camps més a fons.
Gràcies a una beca Fulbright-Ford, es va doctorar en Economia a la Universitat de Wisconsin, als Estats Units. En acabar el doctorat, va acceptar una oferta de la Junta de Governadors de la Reserva Federal, a Washington DC. A petició de la Fed, el fiscal general i el Departament d'Estat li van declarar de «interès nacional», sent el primer estranger a treballar en el staff dels governadors de la Reserva Federal. En 1979 va deixar la Fed per treballar com a analista al Banc d'Espanya, que buscava un analista per a l'ajust estacional de sèries temporals. També fou professor a l'Institut Universitari Europeu de Florència.

## Premis i reconeixements
- Premi Rei Joan Carles I d'Economia 2014
- Premi Rei Jaume I d'Economia 2005
- Premi Julius Shiskin Award for Economic Statistics 2004
- Membre d'Honor de 'American Statistical Association 2000

## Obres
- An application of tramo-seats: changes in seasonality and current trend-cycle assessment amb Regina Kaiser, Banco de España (Madrid). ISBN 84-7793-719-2
- Seasonal adjustment and signal extraction in economic series time amb Víctor Gómez, Banco de España, Servicio de Estudios. ISBN 84-7793-598-X
- Guide for using the programs TRAMO and SEATS: beta version, December 1997 amb Víctor Gómez, Banco de España. ISBN 84-7793-594-7
- Missing observations in ARIMA models: skipping strategy versus additive outlier approach amb Víctor Gómez i Daniel Peña Sánchez de Rivera, Banco de España, Servicio de Estudios. ISBN 84-7793-526-2
- Estimation error and the specification of unobserved component models amb Christophe Planas, Banco de España, Servicio de Estudios. ISBN 84-7793-463-0
- Missing observations and additive outliers in time series models amb Daniel Peña Sánchez de Rivera, Banco de España, Servicio de Estudios. ISBN 84-7793-476-2
- La extracción de señales y el análisis de coyuntura, Banco de España, 1989. ISBN 84-7793-027-9
- Missing observations in time series and the "dual" autocorrelation function amb Daniel Peña Sánchez de Rivera, Banco de España, 1988. ISBN 84-7793-004-X
- Descomposición de series temporales: especificación, estimación e inferencia: (con una aplicación a la oferta monetaria en España), Banco de España, 1987. ISBN 84-505-6274-0
- Una medida de volatilidad en series temporales con una aplicación al control monetario en España amb Samuel Bentolila, Banco de España, 1985. ISBN 84-505-0988-2
- Detección de no-linealidad y predicción por medio de procesos estocásticos bilineales, con una aplicación al control monetario en España, Banco de España, 1982. ISBN 84-500-7824-5
- Errores de medición del crecimiento a corto plazo de series monetarias desestacionalizadas: una fundamentación estadística de las bandas de tolerancia, Banco de España, 1981. ISBN 84-500-5042-1
- Desestacionalización y política monetaria: La serie de depósitos del sistema bancario, Banco de España, 1981. ISBN 84-300-4135-4